# Friesland (schip, 1956)

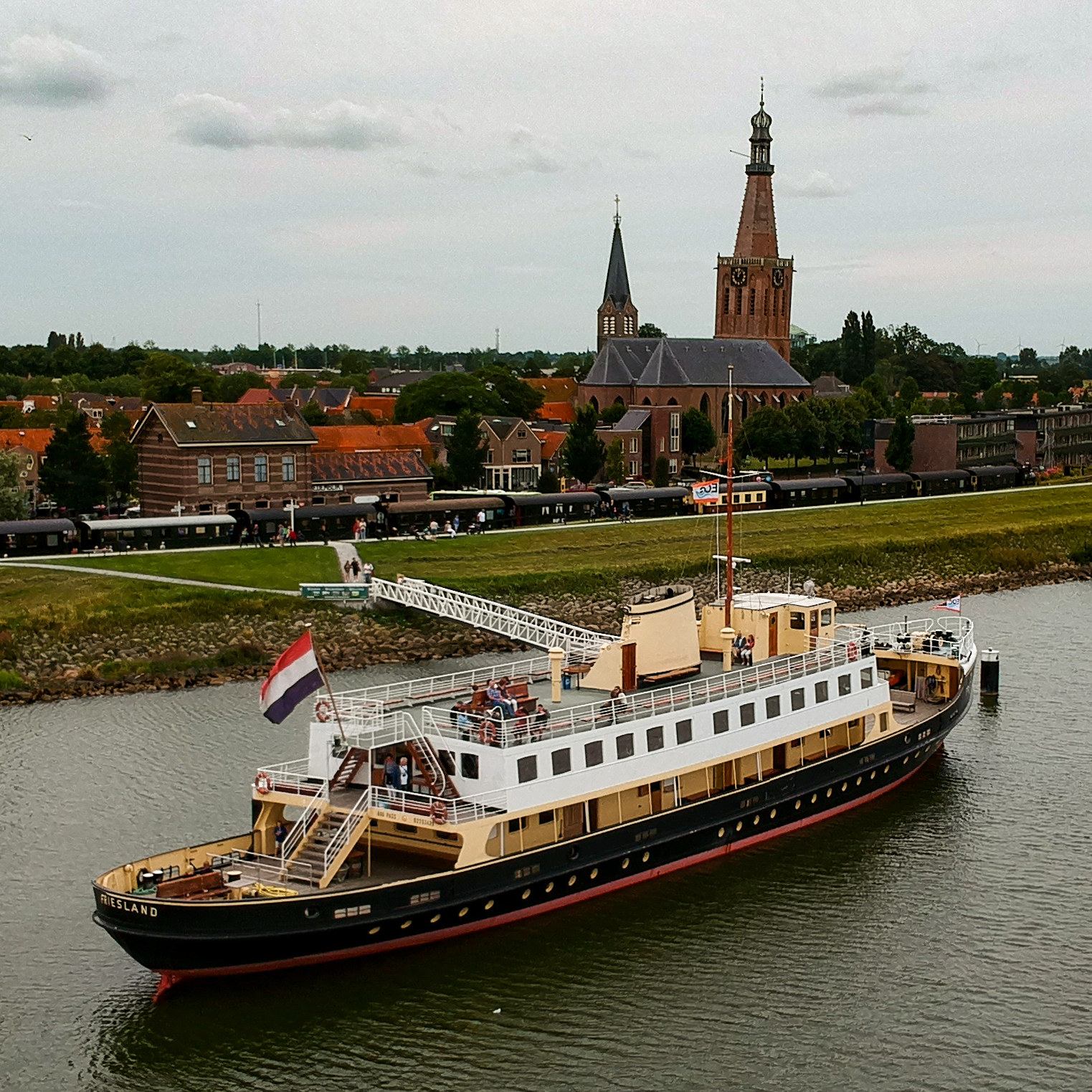
Het MS Friesland te Medemblik.

De voormalige veerboot Friesland is als varend monument opgenomen in het Register Varend Erfgoed Nederland van de Federatie Varend Erfgoed Nederland (FVEN) met registratienummer 2500. Het schip is aangesloten bij behoudsorganisatie Landelijke Vereniging tot Behoud van het Historisch Bedrijfsvaartuig (LVBHB).
Het schip heeft van 1956 tot 1986 de veerdienst tussen Harlingen en Terschelling onderhouden. Toen eind jaren 80 de nieuwe Friesland in de vaart zou komen, werd het schip in 1988 verkocht aan rederij Carolina te Zwijndrecht. Het schip werd verbouwd van veerboot naar salonboot.
In 1996 werd het schip opnieuw verkocht, rederij Gebhard zette daarna het schip in voor rondvaarten over de Oosterschelde en het had een vaste ligplaats in Zierikzee. Vanaf 2002 wordt het schip in de zomer ingezet op de route Enkhuizen – Medemblik in aansluiting op de Museumstoomtram Hoorn - Medemblik.
Tijdens de coronacrisis in 2020 werd het schip samen met de MS Holland door Rederij Doeksen gecharterd om de door afstandsregels verminderde capaciteit van hun huidige vloot op te vangen. Vanaf 29 mei 2020 voeren ze weer tussen Harlingen en Terschelling. Vanaf augustus 2020 voer de Friesland weer tussen Enkhuizen en Medemblik. Omdat het schip MS Koegelwieck wegens schade niet voer, werd de Friesland ook in mei 2021 in verband met grote drukte weer een aantal dagen ingezet tussen Harlingen en Terschelling.

## De namen van het schip en de eigenaren
| Jaar          | Scheepsnaam | Eigenaar                                 | Plaats       |
| ------------- | ----------- | ---------------------------------------- | ------------ |
| juni 1956     | Friesland   | NV Terschellinger Stoomboot Maatschappij | Terschelling |
| 28 maart 1988 | Carolina    | Rederij Carolina                         | Zwijndrecht  |
| 1992          | Friesland   | Rederij Friesland                        | -            |
| 1996          | Friesland   | Rederij Gebhard                          | Enkhuizen    |